# Drew Robinson
Pour les articles homonymes, voir Robinson.
Drew Elliott Robinson (né le 20 avril 1992 à Las Vegas, Nevada, États-Unis) est un joueur d'utilité des Rangers du Texas de la Ligue majeure de baseball.

## Carrière
Drew Robinson est repêché par les Rangers du Texas au 4e tour de sélection en 2010. Dans les ligues mineures, Robinson évolue à toutes les positions sur le terrain sauf celles de lanceur et de receveur, et est le plus souvent utilisé au troisième but, au deuxième but et au champ droit.
Il fait ses débuts dans le baseball majeur avec les Rangers le 5 avril 2017 contre Cleveland.